# Preston (Georgia)
Preston è una comunità non incorporata degli Stati Uniti d'America, situata nello Stato della Georgia, nella contea di Webster, della quale è il capoluogo.